# Prism (banda)
Prism es una banda canadiense de rock formada en Vancouver en 1977. Originalmente se mantuvieron activos entre 1977 y 1984 y se reunieron en 1987. Su alineación clásica consistía del vocalista Ron Tabak, el guitarrista Lindsay Mitchell, el tecladista John Hall, el bajista Al Harlow y el baterista Rocket Norton. El sonido de la banda puede describirse como una mezcla entre AOR y pop rock. Han lanzado trece álbumes de estudio, tres compilados y un álbum en directo.
El 6 de marzo de 2011, la canción "Spaceship Superstar" de Prism fue escogida como la canción de despertar para la tripulación de la nave espacial Discovery.

## Discografía

### Estudio
| Año  | Título                       | Notas     |
| ---- | ---------------------------- | --------- |
| 1977 | Prism                        |           |
| 1978 | See Forever Eyes             |           |
| 1978 | Live Tonight                 |           |
| 1979 | Armageddon                   |           |
| 1980 | Young and Restless           |           |
| 1980 | All the Best from Prism      | compilado |
| 1981 | Small Change                 |           |
| 1983 | Beat Street                  |           |
| 1988 | Over 60 Minutes with...Prism | compilado |
| 1993 | Jericho                      |           |
| 1996 | Best of Prism                | compilado |
| 1997 | From the Vaults              |           |
| 2008 | Big Black Sky                |           |

### Sencillos
| Año  | Título                | Canadá | EE. UU. |
| ---- | --------------------- | ------ | ------- |
| 1977 | Spaceship Superstar   | #63    | #82     |
| 1977 | Open Soul Surgery     |        |         |
| 1977 | It's Over             |        |         |
| 1977 | Take Me to the Kaptin | #52    | #59     |
| 1978 | Take Me Away          | #94    |         |
| 1978 | Flyin'                | #41    | #53     |
| 1978 | See Forever Eyes      |        |         |
| 1978 | You're Like the Wind  | #63    |         |
| 1979 | Armageddon            | #23    |         |
| 1979 | Virginia              | #73    |         |
| 1980 | Mirror Man            |        |         |
| 1980 | You Walked Away Again |        |         |
| 1980 | Night to Remember     | #33    |         |
| 1980 | Young and Restless    | #14    |         |
| 1980 | Cover Girl            |        |         |
| 1981 | Don't Let Him Know    | #49    | #39     |
| 1981 | Turn on Your Radar    |        | #64     |
| 1981 | Rain                  |        |         |
| 1988 | Good to Be Back       |        |         |